# Dysderina caeca
Dysderina caeca là một loài nhện trong họ Oonopidae.
Loài này thuộc chi Dysderina. Dysderina caeca được miêu tả năm 1954 bởi Birabén.